# Port Authority Bus Terminal

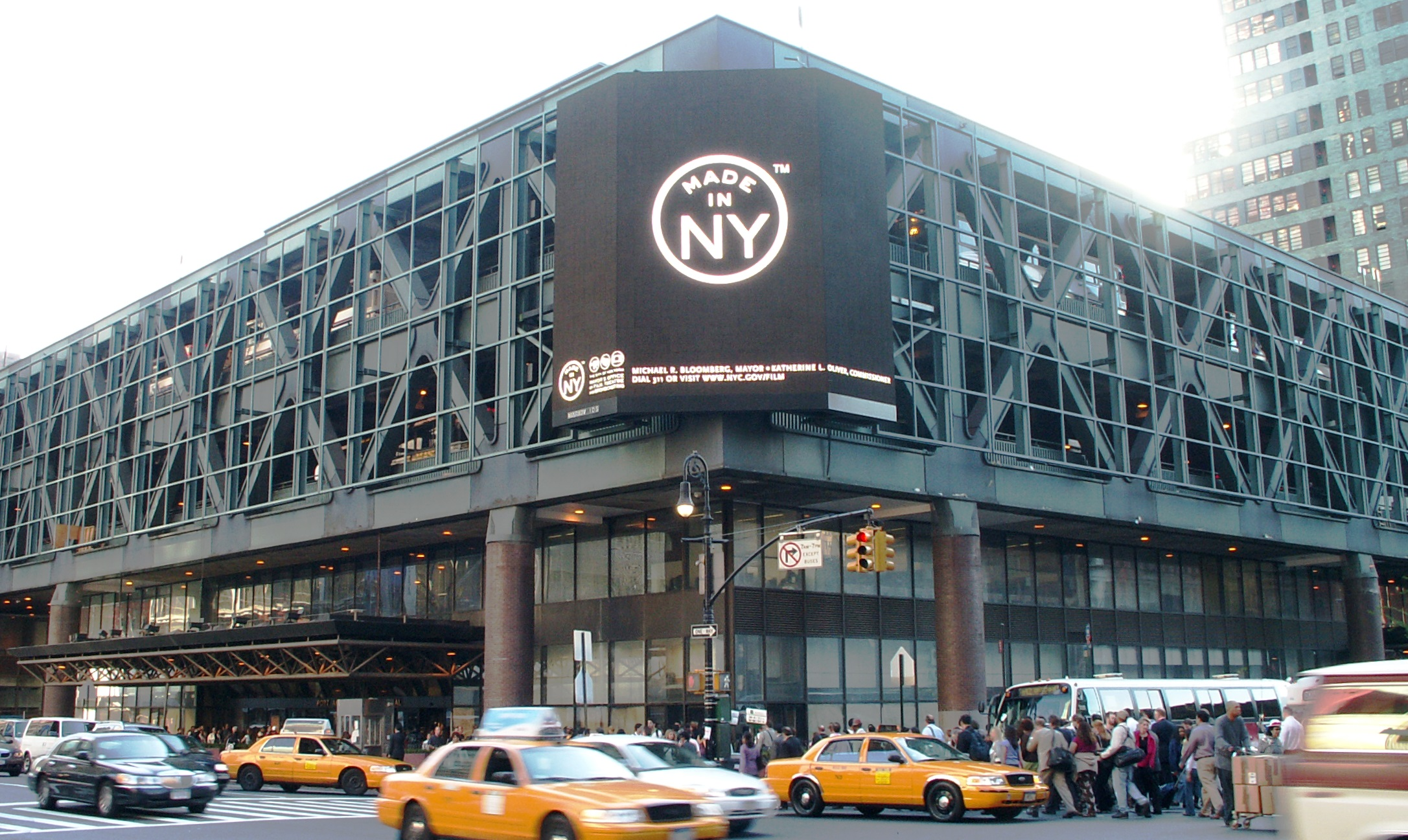
Port Authority Bus Terminal op de hoek van Eighth Avenue en 42nd Street

De Port Authority Bus Terminal is het belangrijkste busstation voor bussen naar Manhattan in New York. Het station wordt geëxploiteerd door de Port Authority of New York and New Jersey.
Het busstation is een groot gebouw in Midtown Manhattan, een blok ten westen van Times Square, tussen 8th en 9th Avenue en 40th en 42nd Street op het adres 625 8th Avenue. Het is het grootste busstation in de Verenigde Staten en het drukste in de wereld naar reizigersaantallen. Op een gemiddelde doordeweekse dag stoppen er 7.200 bussen en maken ongeveer 200.000 passagiers gebruik van het station.
Tijdens het spitsuur komen bussen via een 3 kilometer lange busbaan, door de Lincoln Tunnel, het gebouw in. Er zijn directe ondergronds verbindingen met de metro van New York, met de lijnen A, C, E, 1, 2, 3, N, Q, R, W, 7 en <7>, en S.